# Korvenkylä
Pour les articles homonymes, voir Korvenkylä (homonymie).
Korvenkylä est  un  quartier du district de Korvensuora de la ville d'Oulu en Finlande.

## Description
Le district a 138 habitants (31.12.2018).